# Berhan Demiesa
Berhan Demiesa (ur. 3 stycznia 1997) – etiopska lekkoatletka, specjalistka od biegów długich.
W 2013 została wicemistrzynią świata juniorów młodszych na dystansie 3000 metrów.

## Osiągnięcia
| Rok  | Impreza                               | Miejsce | Konkurencja         | Lokata     | Wynik   |
| ---- | ------------------------------------- | ------- | ------------------- | ---------- | ------- |
| 2013 | Mistrzostwa świata juniorów młodszych | Donieck | bieg na 3000 metrów | 2. miejsce | 9:00,06 |

## Rekordy życiowe
- Bieg na 3000 metrów – 9:00,06 (2013)